# 満願寺山
満願寺山（まんがんじやま）は、石川県金沢市郊外にある山。

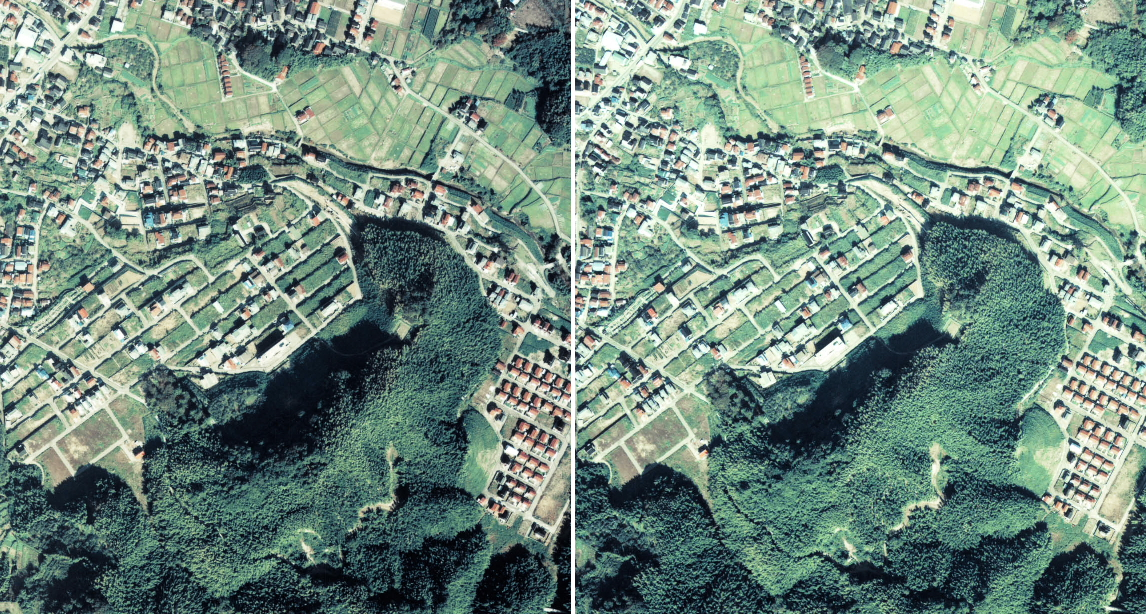
満願寺山のステレオ空中写真 　1975年

## 概要
国土地理院の掲載二万五千分一地形図は、『金沢』である。
国土地理院の四等三角点（「窪」と命名）が設置されている。他に正体不明の三角点が隣接する。
金沢市窪1丁目にあり、平野部に面したお椀を伏せたような外観をなす。山麓から山腹の斜面まで住宅地が拡がっている。
満願寺山と呼ばれているが、現在付近には満願寺なる寺院はない。
山腹には九万坊権現があり、そこが登り口になっている。山頂には九万坊権現の奥の院がある。
500段近くある急な石段が山頂まで延々と続く。満願寺山への坂道とこの石段は、数十年来、近くの石川県立金沢錦丘中学校・高等学校や石川県立金沢泉丘高等学校などの運動部のトレーニングに利用されてきた。
山頂部は木が茂り眺望に恵まれていないが、石段の途中から金沢市街や日本海などを眺めることができる。
山域の地質は、平野側が卯辰山層（更新世中期）、山側が大桑層（更新世前期）である。
山麓には金沢外環状道路山側幹線が通っている。

## 満願寺山遺跡
山頂部は満願寺山遺跡に指定されている。
高地性集落・台状墓・砦跡の複合遺跡と考えられている。
山頂部を含め、そこから北東に延びる尾根上に約3基の方形台状墓群と考えられる遺構がある。山頂から北東へ順に1〜3号と指定され、1号は方形とも前方後方形ともとれる形状である。
また土塁や犬走り状の平坦面が確認され、満願寺山自身が眺望に優れ、この山の南西隣には加賀一向一揆で有名な高尾城があることから、中世以降の砦状遺構が重なっていると考えられている。
また1号の上面で月影期（弥生時代末）の甕形土器片が見つかり、高地性集落の可能性も指摘されている。